# 寺岡政美
寺岡 政美（てらおか まさみ、1936年（昭和11年）- ）は、日系アメリカ人の画家である。広島県尾道市出身で米国ハワイ州ホノルル郡ワイマナロに在住し、エイズ問題を浮世絵で描いたエイズシリーズなどの作品がある。

## 経歴
- 1936年 - 広島県尾道市で生まれる[1]。
- 尾道の祖父母の家には浮世絵が多く飾られ、また親戚に日本画家の小野竹喬をもつこともあり、幼少期より日本画に親しんだ[2]。
- 1945年 - 地平線上に、広島市内に落とされた原子爆弾の光を目撃[3]。
- 1959年 - 関西学院大学文学部で美学を学び、美術学士号を取得[1][2]。
- 1961年 - 渡米[3][2]。
- 1968年 - ロサンゼルスオーティス・アート・インスティテュート（英語版）で学士号および修士号を取得[1][2]。
- 卒業後すぐに積極的に作品制作活動を始め、1960年代後半には、高度成長期日本のアメリカ化を揶揄する「マクドナルドハンバーガー日本を侵略す」のシリーズを手掛け、伝統的な浮世絵のスタイルで現代世界を風刺する画風が大ヒットする[3][2]。
- 1970年代には、春画の伝統的コンポジションを模倣して現代性文化を描いた「エロチック」シリーズなどを作成する[2]。
- 1980年代には、芸者や娼妓、客達がコンドームをもてあそび、時に持て余す姿を描いた「AIDS（エイズ）」シリーズでエイズ問題を表現し啓発した[3][2]。
- 1990年代に入ると、徐々に水彩から油絵へと移行し、絵のテーマも政治や聖職者の性犯罪などの様々な社会問題を扱うようになり[2]、近年では、ルネッサンスや中世ヨーロッパの三連祭壇画を模した重厚で複雑な構成の油絵を制作している[3][4]。
- 2016年、オーティス・アート・インスティテュートより名誉博士号を授与される[5][1]。
- 2018年には、パートナーのリンダ・ヘス（Lynda Hess）に協力し、ハワイ州立美術館内のギャラリーで陶器作品を展示した[6]。

## 受賞歴
- 1978年 - Los Angeles County Museum of Art, Kay Nielsen Memorial Purchase Award through the Graphic Arts Council, Los Angeles
- 1980年 - National Endowment for the Arts, Individual Artist Fellowship, Washington, D.C.
- 1985年 - American Institute of Arts and Letters, New York
- 1989年 - National Endowment for the Arts, Individual Artist Fellowship, Washington, D.C.
- 1993年 - American Institute of Arts and Letters, New York
- 1994年 - Otis College of Arts and Design/Distinguished Alumnus, Los Angeles
- 2004年 - Ward Lucas Lectureship in the Arts, Carleton College, Northfield
- 2006年 - Jennifer Howard Distinguished Artist in Residence, Otis College of Art and Design, Los Angeles

## 主な個展
- 1973年 - 「Teraoka」David Stuart Gallery (Los Angeles),  「Masami Teraoka」International Museum of Erotic Art (San Francisco)

以降現在までほぼ毎年、大半を米国で若干を欧州やアジア諸国で、現在まで75回ほど開催している。
- 1997年 - 「寺岡政美浮世絵現代展」千曲川ハイウェイミュージアム（小布施町, 長野県）[7]、他米国内3回
- 2013年 - 「寺岡政美 ー浮世絵激花ー」ギャラリー須知(日本橋, 東京都)

## 主なグループ展
- 1966年 - 「California Small Images」California State University (Los Angeles)

以降ほぼ毎年、大半を米国で若干を欧州やアジア各国で、現在まで多数開催している。
- 1990年 - 「19th and 20th Century European and American Prints」福岡県立美術館 (福岡市, 福岡県)、他米国内7回
- 1994年 - 「Contemporary Graphic Art and Tyler Graphics Archive Collection」(須賀川市, 福島県), 「The Human Condition : Hope & Despair at the End of the Century」スパイラル（表参道, 東京）、他米国内3回欧州3回
- 1998年 - 「LET'S GO 浮世絵」三鷹市美術ギャラリー （三鷹市, 東京）、他米国内3回
- 2003年 - 「二科展」東京都美術館 （上野, 東京）、他米国内3回
- 2005年 - 「DNPコレクション展」三原リージョンプラザ（三原市, 広島県）、他米国内5回欧州内2回
- 2013年 - 「LOVE展: アートにみる愛のかたち」森美術館 （六本木, 東京）

## 主な所蔵先ギャラリー、美術館
- 現代グラフィックアートセンター[8] (須賀川市,福島県)
- National Gallery of Australia (Ganberra, Australia) オーストラリア国内計4箇所
- Tate Modern (London, England)
- Gallery of Modern Art, Glasgow Museums Collection (Glasgow, Scotland)
- Singapore Art Museum (Singapore)
- Albuquerque Museum (Albuqueque, USA) 米国内計数10箇所